# 宇敷赳夫
宇敷 赳夫（うしき たけお、1891年（明治24年）7月24日 - 没年不明）は兵庫県出身の土木技術者。台湾総督府の技師として、日本統治時代の台湾で様々な公共建築物を手がけた。

## 経歴
明治24年に姫路市で出生、本籍地は同県神戸市上筒井通。兵庫県立第一神戸中学校（現在の兵庫県立神戸高等学校）を経て、その後の経歴は以下のとおり。
- 1916年（大正5年）
  - 3月22日　名古屋高等工業学校（現在の名古屋工業大学）建築科卒業[2][1]。
  - 8月9日　台湾総督府雇、民政部土木局営繕課勤務。[2]
- 1917年（大正6年）7月31日　台湾総督府民政部土木局技手[2][3]。
- 1923年（大正12年）
  - 1月22日　新竹州内務部土木課技手、営繕係長。[2]
  - 2月24日　台湾総督府州技師、高等官七等、新竹州土木技師[2][3]。
- 1925年（大正14年）4月13日　高等官六等[2]
- 1926年（大正15年）8月28日　台南州内務部土木技師[2][3]。
- 1927年（昭和2年）12月27日　高等官五等[2]
- 1929年（昭和4年）12月14日　総督府交通局技師、鉄道部改良課工事係[2][3]。
- 1930年（昭和5年）12月24日　高等官四等[2]
- 1931年（昭和6年）7月30日　改良課松山建築派出所主任兼務[2]
- 1932年（昭和7年）1月13日　鉄道部工務課兼務[2][3]。
- 1933年（昭和8年）7月13日　鉄道部自動車課庶務係兼務[2][3]。
- 1934年（昭和9年）3月31日　高等官三等[2]
- 1936年（昭和11年）6月16日　工務課建築係長兼改良課工事係兼自動車課庶務係[2]
- 1937年（昭和12年）4月1日　庶務課保険係兼務[2]
- 1939年（昭和14年）3月9日　建築改良課工事係長、台北改良事務所長、自動車課庶務係、庶務課福利係兼務[2]
- 1941年（昭和16年）5月24日　工業研究所技師、高等官二等、同日付で依願免官[2][4]。

総督府の技師として以外にも当時の民間組織『台湾建築會』で井手薫などとともに常議員を務めていた(p69)。

### 受章
位階
- 従七位 1923年（大正12年）8月10日[6]
- 正七位 1925年（大正14年）5月10日[2]
- 従六位 1928年（昭和3年）2月2日[7]
- 正六位 1931年（昭和6年）2月16日[8]
- 従五位 1934年（昭和9年）5月15日[9]
- 正五位 1939年（昭和14年）6月1日[10]
- 従四位 1941年（昭和16年）6月9日[11]

勲等・その他
- 勲六等　勲六等瑞宝章　1932年（昭和7年）11月19日[12]
- 勲五等
  - 勲五等瑞宝章　1936年（昭和11年）11月2日[13]
  - 勲五等双光旭日章　1941年（昭和15年）4月29日[14]　　　　
  - 紀元二千六百年祝典記念章　1940年（昭和15年）11月10日[15]

## 主な作品
関東大震災（1923年）や新竹台中地震（1935年）を経た耐震強化など、当時の設計思想の変化を盛り込んだ簡素な設計を多く採用している。多くの建築物が木造建築から鉄筋コンクリートで再建される課程で宇敷が担当した物件は以下の通り。下記の年代は建築物の竣工年。
- 1921年ごろ - 嘉義郡役所（中国語版）右翼部（現存せず）[16]
- 1925年 - 新竹州図書館（中国語版）（市定古蹟。戦後は新竹市立図書館を経て1984年まで新竹県立図書館。2018年より修復事業着手[17][18]）
- 1928年 - 北港公会堂[5](p69)[19]（現存せず。戦後は中山堂を経て跡地は中華郵政北港郵局[20]）
- 1933年
  - 2代目嘉義駅（市定古蹟）[21][5](p69)
  - 2代目二水駅（彰化県定古蹟申請中）[5](p69)
- 1934年 - 2代目新営駅（現存せず）[5](p69)
- 1935年 - 松山鉄道工場（2代目台北鉄道工場、戦後の台北機廠、国定古蹟）[5](p69)
- 1936年 - 2代目台南駅（国定古蹟）[21]
- 1941年 - 3代目台北駅（現存せず）[5](p69)[22]
- 1943年 - 専売局嘉義支局北社尾葉菸草再乾燥工場（市定歴史建築。戦後の嘉義菸葉廠（中国語版））[23]

### 震災復旧に関わったとされている建築物
鉄道部工務課の小山三郎の指揮の元で建築係長として(p52)、以下の駅舎再建に携わったとされている(p69)。
- 2代目泰安旧駅（台中市市定古蹟）
- 銅鑼駅
- 造橋駅

### ギャラリー
|                        |                 |                |
| 嘉義郡役所             | 新竹州図書館    | 台鉄二水駅     |
|                        |                 |                |
| 竣工間際の台北鉄道工場 | 台鉄嘉義駅前站  | 台鉄台南駅前站 |
|                        |                 |                |
| 台鉄泰安旧駅           | 3代目台鉄台北駅 |                |